# 船場牡丹
船場 牡丹（せんば ぼたん、1947年8月12日 - ）は、岩手県出身の女優。

## 人物
1970年代から1990年代にかけ、多くの映画・テレビドラマに出演。
太めの体系を生かし、端役として活動した。

## 出演作品

### テレビドラマ

#### NHK
- 水曜時代劇 / 御宿かわせみ 第2シリーズ 第19話「狐の嫁入り」（1983年）

#### 日本テレビ
- 探偵物語 第24話「ダイヤモンド・パニック」（1980年）
- おてんば宇宙人 第1話「宇宙ギャルはキッスがキライ!」（1981年）
- 木曜ゴールデンドラマ
  - 夢芝居（1982年）
  - 仮の宿なるを（1983年）
  - 夫婦関係（1986年）
  - ここの岸より（1987年）
  - 金のなる木に花は咲く 第2作「謎のダイエット治療でまる儲け! 秘薬はなんとトリカブト…?」（1991年）
- 陽あたり良好! 第17話「キッスは歯にして!」（1982年）
- サントリードラマスペシャル / 幕末青春グラフィティ 坂本竜馬（1982年） - 那須信吾の妻
- 青春はみだし刑事（1983年）
- 土曜グランド劇場 / 事件記者チャボ! 第20話「チャボの危険がいっぱい…!」（1984年）
- 刑事物語'85 第1話「殺意のいたずら電話」（1985年）
- 太陽にほえろ!
  - 第666話「父親ブルース」（1985年）
  - 第700話「ベイビー・ブルース」（1986年）
  - 太陽にほえろ!PART2 第7話「逃げる」（1987年）
- 誇りの報酬 第49話「さらば、いとしのデカたちよ」（1986年）
- あぶない刑事
  - あぶない刑事 第21話「決着」（1987年）
  - もっとあぶない刑事 第19話「役得」（1989年）
- あきれた刑事 第1話「悪人志願」（1987年） - オバさん

#### TBS
- 2年B組仙八先生（1981年）
- 噂の刑事トミーとマツ 第2シリーズ 第26話「湖の対決! トミー死の円月殺法」（1982年）
- ビートたけしの学問ノススメ 第5話「期末試験ハ怖イヨー」、第7話「母サンガ怖イヨー」（1984年）
- 水曜ドラマスペシャル / 危険なふたり2 第1話「湯けむり再会編」（1985年）
- うちの子にかぎって… 第2期 第5話「スチュワーデス物語」（1985年） - 西村の母
- 早春物語〜私、大人になります〜（1986年）
- ドラマ23 / お見合いフルコース（1988年）
- 土曜ドラマスペシャル / 奥さま株をどうぞ（1988年）
- ナショナル劇場
  - 水戸黄門 第22部 第28話「響け 正義の御陣乗太鼓」（1992年） - 畑中とき
  - 水戸黄門外伝 かげろう忍法帖 第6話「百花繚乱夢芝居」（1995年） - 田島玉枝
- 月曜ドラマスペシャル / 西村京太郎サスペンス 十津川警部シリーズ 第4作「函館駅殺人事件」（1994年） - 梅子
- 花王愛の劇場 / ラブの贈りもの2 第19話（1997年） - 旅館の女将

#### フジテレビ
- 同心部屋御用帳 江戸の旋風 第3シリーズ 第47話「椿屋敷の謎」（1978年）
- 大空港 第15話「新任警部登場　狂気のバス爆破!」（1978年）
- ふしぎ犬トントン 第9話「タローのクリスマスプレゼント」（1978年） - マンションの主婦
- 闇を斬れ 第13話「仇討ち恋泥棒」（1981年）
- 時代劇スペシャル / 道場破り（1982年）
- 月曜ドラマランド
  - ただいま放課後スペシャル（1984年） - 海女
  - いじわる看護婦 パート7（1984年）
  - もしかして婚約者!?（1986年）
  - いきなり婚約者!!（1987年）
- 花王ファミリースペシャル / 裸の大将放浪記 第22作「清と赤い自転車」（1987年）
- 第一生命スペシャル / ボクたちの宝島（1988年）
- 第3回ヤングシナリオ大賞 / ハートにブルーのワクチン（1989年）
- 華の誓い（1991年）
- 金曜ドラマシアター→金曜エンタテインメント
  - 下町女の事件簿 浅草雷門殺人事件（1991年）
  - 開戦五十年特別企画 昭和16年の敗戦（1991年）
  - 主婦たちのざけんなョ!!II「夜のオツトメが怖い」（1992年）
  - 待たせしました!! 名古屋嫁入り物語7（1995年）
- 妻たちの劇場 / 噺家カミサン繁盛記 第19話（1991年）
- 世にも奇妙な物語 / 行列（1991年）
- 愛の流星（1999年）

#### テレビ朝日
- スーパー戦隊シリーズ
  - バトルフィーバーJ 第2話「エゴス怪人製造法」（1979年） - 秋山姉弟の母
  - 電子戦隊デンジマン（1980年） - 大石松子
    - 第10話「魔法料理大好き!?」
    - 第14話「100点塾へおいで」
    - 第19話「私の星の王子さま」
- あばれはっちゃく
  - 俺はあばれはっちゃく（1979年 - 1980年） - 恵子の母
  - 男!あばれはっちゃく 第37話「売るゾ焼き芋マルヒ作戦」（1980年）
- 江戸の牙 第10話「妖艶! 密室の謎」（1979年） - おきみ
- 生徒諸君!（1980年） - 岩崎靖子
- サンキュー先生（1980年）
- 傑作推理劇場 /  殺人志願（1980年）
- 鬼平犯科帳 (萬屋錦之介) 第2シリーズ 第2話「五年目の客」（1981年）
- メタルヒーローシリーズ
  - 宇宙刑事ギャバン 第21話「踊ってチクリ大ピンチ ハニー作戦よ!」（1982年） - 妻
  - 宇宙刑事シャイダー 第21話「ヤーダ! 珍獣家族」（1984年） - 島井治子
  - 世界忍者戦ジライヤ 第25話「ペットがいない! ラーメン小母さん大奮戦」（1989年） - 津本カヨ（ラーメン小母さん）
- ザ・ハングマン4 第8話「帰ってきたマリアをナイフが襲う!」（1984年）
- 土曜ワイド劇場
  - 信州八ヶ岳殺人事件（1987年） - 三宅悦子
  - OL潜入! ニッポン風俗名所（1989年）
  - 離婚カップル探偵する 第1作「鬼怒川温泉行き殺人トラブルルート」（1990年） - 競馬場の掃除婦
  - 新宿ラブストーリー事件簿 第1作「美人通い妻殺人! 不倫エリート助教授の秘密」（1992年） - 森田和江
  - 実年素人探偵とおんな秘書の名推理 第8作「鳥羽・賢島同期会ツアー殺人事件」（1992年）
- ドラマ21 / 女たちの遺産戦争（1987年）
- 火曜スーパーワイド / 花ふぶき女スリ三姉妹
  - 第1作「みちのく温泉デラックス無銭ツアー」（1988年） - サラ金社長夫人
  - 第3作「（秘）裏技イロ技放れ技」（1989年） - スリの被害者
- はぐれ刑事純情派 第1シリーズ 第17話「貸倉庫に眠る花嫁」（1988年）

#### 東京12チャンネル→テレビ東京
- 新 木枯し紋次郎
  - 第11話「笛の流れは三度まで」（1977年） - お玉
  - 第25話「生国は地獄にござんす」（1978年） - 茶店の女
- 大江戸捜査網 第3シリーズ
  - 第258話「遊女が秘めた謎の暗殺」（1978年）
  - 第328話「めおと十手一番手柄」（1980年）
  - 第394話「姫君七変化道中」（1981年）
- 文豪シリーズ / 大晦日の幽霊（1988年）

### 映画
- 野獣死すべし（1980年、東映） - 街頭の母親
- 四畳半色の濡衣（1983年、東映） - たみ
- テラ戦士ΨBOY（1985年、東映） - モトハルの母
- ぼくらの七日間戦争（1988年、東宝） - 日比野朗の母
- 無能の人（1991年、松竹富士） - サダ（暗原の妻）
- ハロー張りネズミ（1991年、大映）
- 国会へ行こう!（1993年、東宝）
- ソナチネ（1993年、松竹） - スナックのママ
- 急にたどりついてしまう（1995年、ビターズ・エンド） - 中山秀子
- アタシはジュース（1996年、東北新社） - 後藤妙子

### CM
- イマジン学園（1995年）